# Great Chesterford
Great Chesterford – wieś w Anglii, w hrabstwie Essex, w dystrykcie Uttlesford. Leży 42 km na północny zachód od miasta Chelmsford i 67 km na północ od Londynu.